# Comarth
Comarth Automóviles ist ein spanischer Hersteller von Automobilen.

## Unternehmensgeschichte
Das Unternehmen aus San José de la Vega begann 2001 mit der Produktion von Automobilen.

## Fahrzeuge
Das erste Modell war ein Zweisitzer mit Mittelmotor. Zur Wahl stehen Vierzylindermotoren von Ford mit 1400 cm³ Hubraum und 90 PS Leistung sowie 1600 cm³ Hubraum und 125 PS Leistung. 2002 folgte ein weiteres Modell, und 2004 der X-Tamy, der mehr Platz bietet.